# Yuwangtai
Yuwangtai är ett stadsdistrikt i Kaifeng i Henan-provinsen i norra Kina.